# Voitschlag (Gemeinde Sallingberg)
Voitschlag ist eine Ortschaft und eine Katastralgemeinde der Gemeinde Sallingberg im Bezirk Zwettl in Niederösterreich. Die Ortschaft hat 73 Einwohner (Stand 1. Jänner 2024). Bis Ende 1966 war Voitschlag eine eigenständige Gemeinde.

## Geschichte
Der Ort wird 1267 als „villa Voitslage“ zum ersten Mal schriftlich erwähnt, der Name geht auf den Waldeinschlag im Auftrag eines Vogtes zurück. Um 1300 war der Ort kurzzeitig verödet, ab 1849 war der Ort eine selbstständige Gemeinde, zu dieser gehörten auch Kamles und Kleinhaslau.

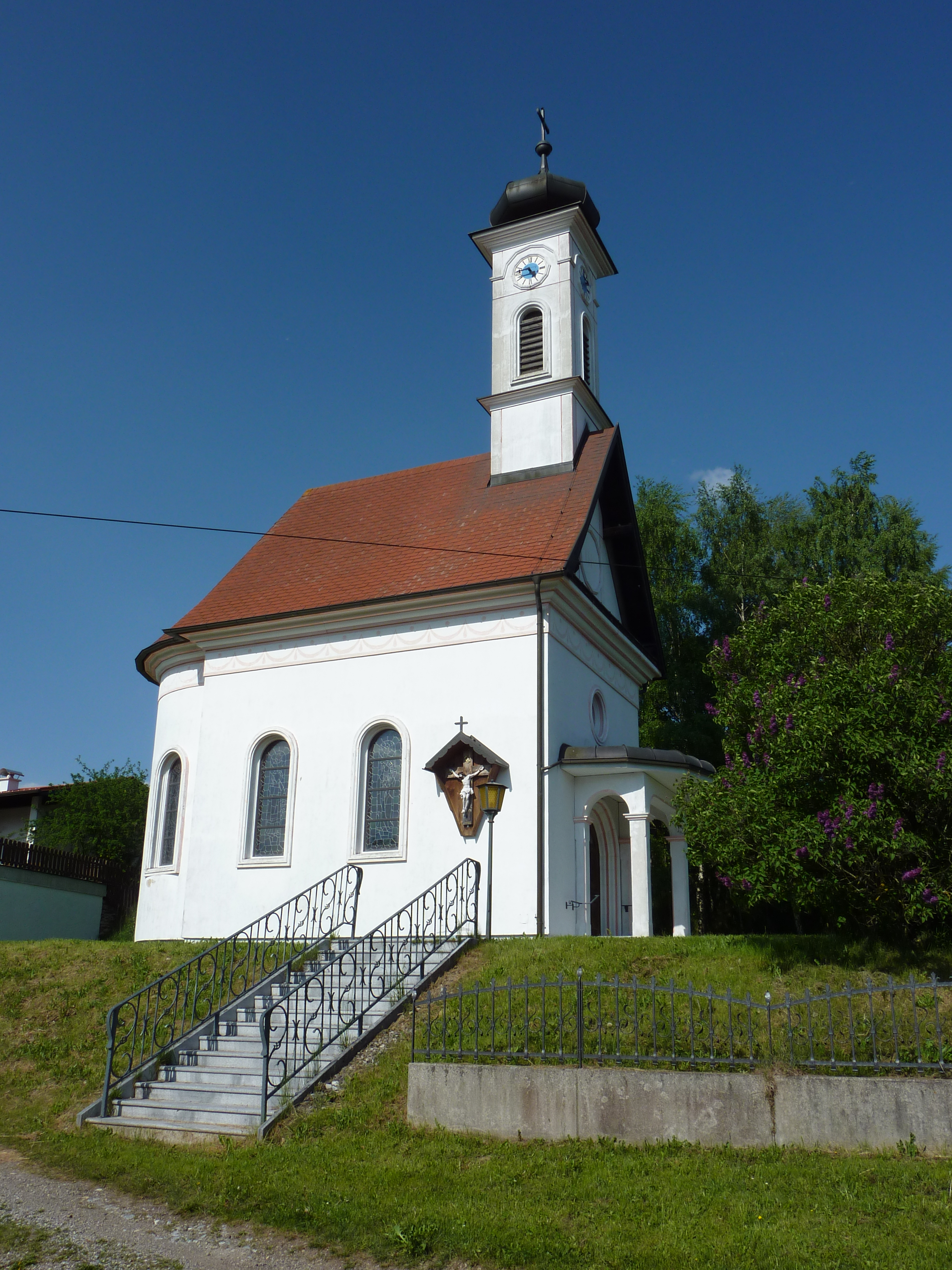
Kapelle in Voitschlag

Im Jahr 1822 wurde der Ort als Dorf mit neunzehn Häusern genannt, das nach Sallingberg eingepfarrt war, wohin auch die Kinder eingeschult wurden. Das Stift Zwettl besaß die Ortsobrigkeit, die Herrschaft Gföhl übte die Landgerichtsbarkeit aus, das Stift Zwettl besorgte die Konskription und hatte die Grundherrschaft inne.
Laut Adressbuch von Österreich waren im Jahr 1938 in der Ortsgemeinde Voitschlag zwei Gastwirte, ein Holzhändler, zwei Landesproduktehändler, ein Marktfahrer, ein Viktualienhändler und mehrere Landwirte ansässig.
Im Sommer 1946 wurde der Ort schließlich elektrifiziert, am 1. Jänner 1967 wird er samt Kamles und Kleinhaslau nach Sallingberg eingemeindet.

## Siedlungsentwicklung
Zum Jahreswechsel 1979/1980 befanden sich in der Katastralgemeinde Voitschlag insgesamt 37 Bauflächen mit 20.604 m² und 14 Gärten auf 2.904 m², 1989/1990 gab es 34 Bauflächen. 1999/2000 war die Zahl der Bauflächen auf 95 angewachsen und 2009/2010 bestanden 49 Gebäude auf 103 Bauflächen.

## Bodennutzung
Die Katastralgemeinde ist landwirtschaftlich geprägt. 248 Hektar wurden zum Jahreswechsel 1979/1980 landwirtschaftlich genutzt und 105 Hektar waren forstwirtschaftlich geführte Waldflächen. 1999/2000 wurde auf 221 Hektar Landwirtschaft betrieben und 130 Hektar waren als forstwirtschaftlich genutzte Flächen ausgewiesen. Ende 2018 waren 208 Hektar als landwirtschaftliche Flächen genutzt und Forstwirtschaft wurde auf 134 Hektar betrieben. Die durchschnittliche Bodenklimazahl von Voitschlag beträgt 28,2 (Stand 2010).